# Gare de Chernex
La gare de Chernex est une gare ferroviaire située sur le territoire de la commune suisse de Montreux, dans le canton de Vaud.

## Situation ferroviaire
Établie à 600,1 mètres d'altitude, la gare de Chernex est située au point kilométrique 4,29 de la ligne de Montreux à Lenk im Simmental.
Elle est dotée de quatre voies, dont trois traversantes et une en impasse (accessible en provenance de Montreux). Les trois voies passantes encadrent deux quais centraux.

## Histoire

### Généralités
La gare de Chernex côté MOB a été mise en service en même temps que la section de Montreux aux Avants de la ligne de Montreux à Lenk im Simmental en décembre 1901,,.

### Les ateliers du MOB
Les ateliers de maintenance ferroviaire du MOB sont situés à proximité directe de la gare de Chernex. Ouverts en novembre 1907, on y répare, rénove et modernise le matériel roulant de nombreuses lignes ferroviaires. Ils ont été renommés « Matériels Roulants » vers 2018.

## Service des voyageurs

### Accueil
Gare du MOB, elle dispose d'un bâtiment voyageurs et d'un distributeurs automatiques de titres de transport.

### Desserte
La gare de Chernex est desservie toutes les heures par les trains Regio du MOB reliant Montreux aux Avants ainsi qu'un second train la demi-heure suivante reliant Montreux à Zweisimmen, semi-direct entre Montreux et Les Avants. En début et fin de journée, les trains omnibus reliant Montreux aux Avants sont prolongés jusqu'à Zweisimmen et assurent seuls la desserte de la ligne.

### Intermodalité
La gare de Chernex est en correspondance avec la ligne 220 exploitée par CarPostal qui relie la gare de Chernex à Villard-sur-Chamby et les Bains-de-l'Alliaz via la gare de Chamby.